# Camuscross
Camuscross (Schots-Gaelisch: Camus Croise) is een dorp op het eiland Skye in Highland (Schotland). Camuscross ligt op het schiereiland Sleat aan de baai Camus Croise aan de westelijke kust van Sound of Sleat, niet ver van het dorp Isleornsay en het eiland Ornsay.

## Geschiedenis
In het begin van de 19de eeuw stichtte Lord MacDonald een dorp van 40 crofts met elk 3-4 acre grond. Dit was gemiddeld 10 keer kleiner dan een croft op Sleat. Dit dwong de huurders om te vissen op haring.

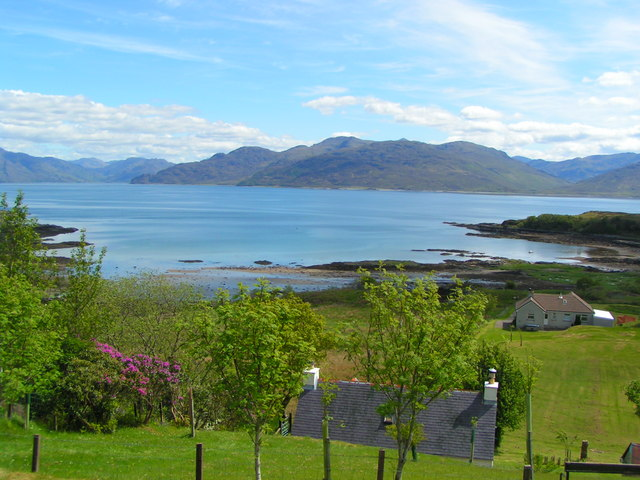